# Амалия фон Золмс-Хоензолмс
Амалия фон Золмс-Хоензолмс (на немски: Amalia zu Solms-Hohensolms; * 13 октомври 1678; † 14 февруари 1746 в Детмолд) е графиня от Золмс-Хоензолмс и чрез женитба графиня на Липе-Детмолд (1700 – 1718).
Тя е дъщеря на граф Йохан Лудвиг фон Золмс-Хоензолмс (1646; † 24 август 1707) и първата му съпруга бургграфиня и графиня Луиза фон Дона-Вианен (1646 – 1687), дъщеря на граф Христиан Албрехт фон Дона-Шлобитен и София Теодора ван Бредероде.
Амалия фон Золмс-Хоензолмс се омъжва на 8 юни 1700 г. в Хоензолмс за граф Фридрих Адолф фон Липе-Детмолд (1667 – 1718). Тя е втората му съпруга.
От 1701 до 1704 г. Фридрих Адолф строи канал (Friedrichstaler Kanal) в Детмолд, а през 1718 г. – и новия дворец „Фаворите“ като подарък на Амалия фон Золмс-Хоензолмс.
Той умира на 18 юли 1718 г. на 50 години в двореца „Фаворите“ в Детмолд. Тя умира на 14 февруари 1746 г. на 67 години в Детмолд.

## Деца
Амалия и Фридрих Адолф имат децата:
- Амалия Луиза (1701 – 1751)
- Елизабет Шарлота (1702 – 1704), абатиса на Св. Мария в Лемго (1713 – 1751)
- Карл Симон Август (1703 – 1723)
- Франциска Шарлота (1704 – 1738), омъжена на 4 юли 1724 г. в Детмолд за граф Фридрих Белгикус Карл фон Бентхайм-Щайнфурт (1703 – 1733), син на граф Ернст фон Бентхайм-Щайнфурт
- Максимилиан Хайнрих (1706)
- Карл Йозеф (1709 – 1726)
- Фридерика Адолфина (1711 – 1766), омъжена на 3 април 1736 г. за първия си братовчед граф Фридрих Александер фон Липе-Детмолд (1700 – 1769), син на граф Фердинанд Христиан фон Липе-Детмолд (1668 – 1724)